# Xingfu (socken i Kina, Heilongjiang)
Xingfu (kinesiska: 幸福, 幸福满族乡) är en socken i Kina. Den ligger i provinsen Heilongjiang, i den nordöstra delen av landet, omkring 40 kilometer sydväst om provinshuvudstaden Harbin. Antalet invånare är 18 144. Befolkningen består av 8 907 kvinnor och 9 237 män. Barn under 15 år utgör 12,0 %, vuxna 15-64 år 80 %, och äldre över 65 år 6,0 %.
Genomsnittlig årsnederbörd är 728 millimeter. Den regnigaste månaden är juli, med i genomsnitt 160 mm nederbörd, och den torraste är januari, med 6 mm nederbörd.